# Ismossa
Ismossa (Oreas martiana) är en bladmossart som beskrevs av Bridel 1826. Enligt Catalogue of Life ingår Ismossa i släktet ismossor och familjen Dicranaceae, men enligt Dyntaxa är tillhörigheten istället släktet ismossor och familjen Rhabdoweisiaceae. Arten har ej påträffats i Sverige. Inga underarter finns listade i Catalogue of Life.